# Fellabær
Fellabær – miejscowość we wschodniej Islandii, położona na wschodnim brzegu jeziora Lagarfljót. Po drugiej stronie jeziora znajduje się miasto Egilsstaðir, z którym jest połączona przez most na drodze krajowej nr 1. Fellabær wchodzi w skład gminy Múlaþing (do 2020 roku w gminie Fljótsdalshérað), w regionie Austurland. Na początku 2021 roku zamieszkiwało ją 400 osób.